# Manuel Antonio Carreño

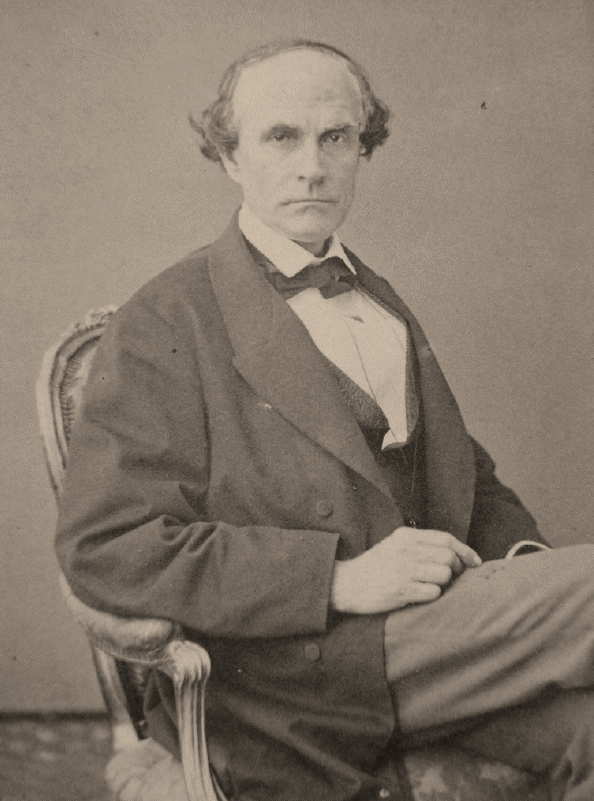
Manuel Antonio Carreño (1863)

Manuel Antonio Carreño Muñoz (* 17. Juni 1812 in Caracas; † 4. September 1874 in Paris, Frankreich) war ein venezolanischer Musiker, Pädagoge, Außen- und Finanzminister.

## Leben
Carreño wurde nach dem Tod seines Vaters Cayetano Carreño 1836 Kapellmeister an der Kathedrale von Caracas. 1841 trat er von der Position zurück und gründete das Colegio Roscio, das in Caracas großes Ansehen gewann. Im Rahmen seiner pädagogischen Tätigkeit veröffentlichte er 1846 die Manifestación und gemeinsam mit Luis Manuel Urbaneja die spanischen Übersetzungen von Jean-Louis Burnoufs Méthode pour étudier la langue latine (1847) und des Katechismus von Abbé Theriou.
1853 erschien sein Manual de urbanidad y buenas maneras, in dem er die moralischen Verpflichtungen des Menschen gegenüber Gott, der Gesellschaft, den Eltern, der Heimat, den Mitmenschen und sich selbst entwickelt, um sodann verschiedene Verhaltens- und Hygieneregeln darzustellen. Das Buch hatte große Wirkung in Venezuela und darüber hinaus, hatte Nachauflagen in vielen lateinamerikanischen Ländern und erhielt 1855 eine besondere Empfehlung des venezolanischen Nationalkongresses.
Im Mai 1861 wurde Carreño von Manuel Felipe de Tovar zum Außenminister ernannt. Sein Nachfolger Pedro Gual machte ihn im August desselben Jahres zum Finanzminister. Auf Grund der Unsicherheit im venezolanischen Guerra Federal entschloss sich Carreño, mit seiner 1853 geborenen Tochter Teresa das Land zu verlassen. Er hatte sich schon frühzeitig ihrer pianistischen Ausbildung gewidmet und 500 Übungsstücke (Curso para Piano) geschrieben. Er reiste nun mit seiner Familie nach New York, Boston, Philadelphia und Havanna, wo Teresa Auftritte als Pianistin hatte.
1866 ließ er sich in Paris nieder. Im Salon der Madame Erard, der Witwe des Klavierbauers Pierre Erard, lernten Carreño und seine Tochter Persönlichkeiten wie Gioachino Rossini, Franz Liszt und den Hornisten Eugène Léon Vivier kennen. Sie trafen dort auch Antoine Marmontel, der einer der Lehrer Teresas wurde und einen Kommentar zum Curso para Piano verfasste, und Jacques Leopold Heugel, in dessen Verlag Teresas erste Kompositionen erschienen. 1874 starb Carreño in Paris.